# エンパイア回廊

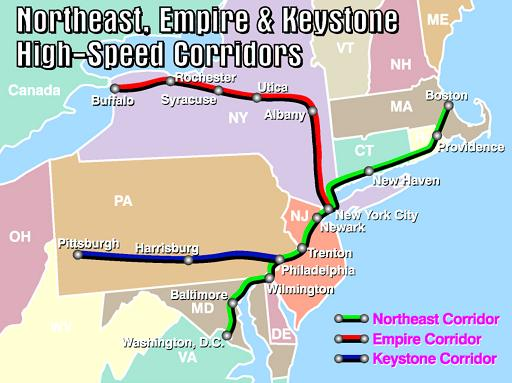
赤線がエンパイア回廊（アメリカ連邦鉄道局）

エンパイア回廊も走るメープルリーフ列車は米国とカナダを結ぶ

エンパイア回廊（エンパイアかいろう、英語: Empire Corridor）は、アメリカ合衆国の東海岸にあるニューヨーク市から北へ、ニューヨーク州を横断する鉄道路線をいう。

## 概要
エンパイア回廊はニューヨーク市から北へニューヨーク州の州都オールバニーを経て、西へシラキューズ、バッファローなどを経て、ナイアガラフォールズ まで達する、740キロメートル（460マイル）を結ぶ鉄道路線である。ニューヨーク州の愛称がエンパイア・ステートなので、この名称である。
長距離旅客用にはアムトラックのエンパイア号とメープルリーフ号が全線に渡って走っていて、後者はさらにカナダ・トロントまで行き、出発駅（終点駅）はニューヨーク市のペンシルベニア駅で北東回廊に接続している。また、メトロノース鉄道がグランドセントラル駅からポキプシー駅まで通勤列車を運行している。
エンパイア回廊は連邦政府の高速鉄道計画（High-speed rail in the United States）の11路線のひとつである。
この回廊は高速道路「ニューヨーク・ステート・スルーウェイ」とほぼ同様な路線を通るが、ニューヨーク市からオールバニーまでは大体ハドソン川の東岸側（左岸側）を通り、高速道路はタッパンジー橋を渡ってから西岸側（右岸側）を通る。オールバニーから西へはスルーウェイと同じくモホーク川のゆるやかな渓谷を行く。
かつてはニューヨーク・セントラル鉄道の本線で、全ての列車がグランド・セントラル駅を起点としていたが、1968年のペンシルバニア鉄道との合併に伴い両社の線路が連結され、長距離列車のターミナルはペン駅 に統一された。
現在は、CSXトランスポーテーションがエンパイア回廊の大部分であるナイアガラフォールズからポキプシーまでを所有し、ポキプシーから南はメトロノース鉄道が所有している。メトロノースの区間はハドソン線と呼ばれている。電化されているのはクロトン・ハーモン駅から南のわずかな区間のみである。

## 主な停車駅
- ナイアガラフォールズ駅 (ニューヨーク州)
- バッファロー・エクスチェンジ通り駅
- バッファロー・ドピュー駅
- ロチェスター駅
- シラキュース駅 (アムトラック)
- ローム駅 (アムトラック)
- ユニオン駅 (ユーティカ)
- アムステルダム駅
- スケネクタディ駅
- オールバニ・レンセラー駅
- ハドソン駅
- ラインクリフ・キングストン駅
- ポキプシー駅
- クロトン・ハーモン駅
- ヨンカーズ駅
- ペンシルベニア駅

## 参照項目
- 北東回廊
- アムトラック
- アメリカ合衆国高速鉄道計画（High-speed rail in the United States）
- グランドセントラル駅
- ペンシルベニア駅